# باول بوشامب
باول بوشامب (بالفرنسية: Paul Beauchamp)‏ هو عالم عقيدة فرنسي، ولد في 1 يوليو 1925، وتوفي في 23 أبريل 2001.